# Vilne, Dubrovîțea
Vilne (în ucraineană Вільне) este un sat în comuna Trîputnea din raionul Dubrovîțea, regiunea Rivne, Ucraina.

## Demografie
Componența lingvistică a localității Vilne
     Ucraineană (98,51%)
     Belarusă (1,49%)
Conform recensământului din 2001, majoritatea populației localității Vilne era vorbitoare de ucraineană (98,51%), existând în minoritate și vorbitori de belarusă (1,49%).